# 홍번 (사회운동가)
홍번(1942년 6월 26일~ 2018년 6월 13일)은 대한민국의 농부, 농민운동가, 친북 성향의 통일운동가였다.

## 생애
전북특별자치도 정읍군 출생으로 20대 후반인 1969년부터 혼인과 함께 장성군에서 정착해 장성군에서 농사를 짓기 시작했다. 이후 전국농민회총연맹에서 농민 운동과 친북 성향의 통일운동을 하였으며 자주시보의 초대 대표를 지냈다. 1992년에는 단체장 선거 연기 반대와 추곡수매가 인상 요구를 하였다. 1993년에는 쌀 개방에 반대했다. 사후 시신은 망월묘지공원에 안장되었다.